# Γ-decalacton
γ-decalacton is het lacton van 4-hydroxydecaanzuur. Deze en vergelijkbare lactonen komen in kleine hoeveelheden voor in een aantal natuurlijke voedingsmiddelen waarin ze voor een deel van de smaak verantwoordelijk zijn. 
Het is een verbinding met een chiraal centrum en komt dus voor in twee chirale configuraties:
- (R)-(+)-γ-decalacton dat een fruitig perzikachtig aroma heeft, en
- (S)-(−)-γ-decalacton dat een kokosachtig of crème-achtig aroma heeft.

Het is een aroma- en smaakstof die aan verschillende voedingsmiddelen wordt toegevoegd.

## Synthese
γ-decalacton wordt op commerciële schaal geproduceerd door fermentatie van micro-organismen. Verschillende soorten schimmels, waaronder Aspergillus oryzae, Candida rugosa, Geotrichum klebahnii,  Yarrowia lipolytica en Rhodotorula aurantiaca produceren het lacton en/of de precursor ervan, 4-hydroxydecaanzuur, tijdens de biotransformatie van de triglyceriden in wonderolie via hydrolyse tot ricinolzuur.